# Cristoforo Madruzzo

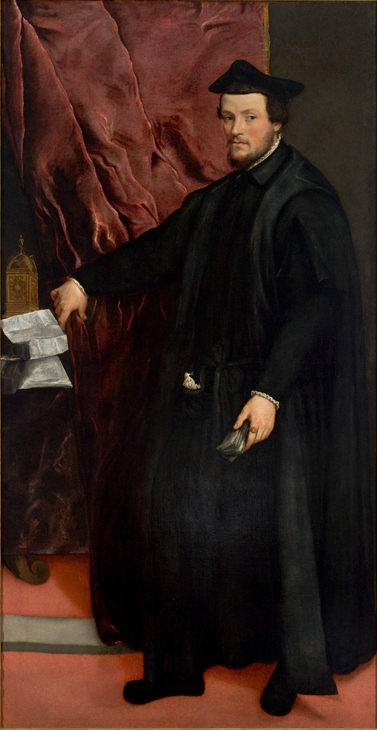
Cristoforo Madruzzo bíboros portréja Tician festményén

Cristoforo Madruzzo (Calavino, 1512. július 5. – Tivoli, 1578. július 5.)  olasz római katolikus bíboros és államférfi. Testvére, Eriprando zsoldos kapitány volt, aki az olasz háborúkban harcolt.

## Életpályája
Cristoforo Madruzzo 1512. július 5-én született az itáliai Calavinóban fekvő Trentóban, egy nemesi családban. Tanulmányait Padovában és Bolognában végezte. 1529-ben Trentóban plébános, 1536-ban salzburgi, 1537-ben brixeni kanonok, 1539-ben pedig trentói püspök lett. 
1543 januárjában a brixeni püspökség adminisztrátorává nevezték ki, majd nem sokkal később, még ugyanabban az évben III. Pál pápa bíborosi méltóságra emelte. 
Miután 1567-ben lemondott trentói püspökségéről unokaöccse, Ludovico javára, élete utolsó éveit Olaszországban töltötte, és egymást követően Sabina, Palestrina és Porto bíboros püspöke lett. Néhány évvel halála után földi maradványait a családi kápolnában, a római Sant'Onofrio templomban temették el.
V. Károly és testvére, I. Ferdinánd király, később császár, nagyon nagyra becsülték, és számos fontos küldetésben alkalmazták. Aktívan részt vett a ratisboni birodalmi országgyűlésen, mint a császár képviselője, és határozottan támogatta a Luther Márton eretneksége elleni katolikus tanítást.
Két széke mellett 1546-ban V. Károly jóvoltából évi 2000 dukátos juttatást kapott a spanyolországi Santiago de Compostelai római katolikus érsekségtől.
Az olaszországi Tivoliban halt meg 1578. július 5-én, 66. születésnapján.

## Tridenti Zsinat
Bíborosként, Tridenti püspökként és ennek a fejedelemségnek a világi uralkodójaként kiemelkedő szerepet játszott a tridenti zsinatban. Többek között ragaszkodott ahhoz, hogy komolyan foglalkozzanak az egyház reformjával, amire V. Károly nagyon vágyott, és amivel a protestánsokat vissza akarták nyerni az egyháznak. Nagyrészt az ő erőfeszítéseinek köszönhető, hogy ezt a témát megvitatták, és minden ülésen ilyen jellegű törvényi aktusokat fogadtak el, a tanítási kérdésekben hozott döntésekkel együtt. A zsinat idején szembehelyezkedett Pacheco bíborossal és másokkal, akik be akarták tiltani a Biblia minden népnyelvi fordítását.

## Fordítás
- Ez a szócikk részben vagy egészben  a   Cristoforo Madruzzo című német Wikipédia-szócikk fordításán alapul.  Az eredeti cikk szerkesztőit annak laptörténete sorolja fel. Ez a jelzés csupán a megfogalmazás eredetét és a szerzői jogokat jelzi, nem szolgál a cikkben szereplő információk forrásmegjelöléseként.